# 马德里—塞维利亚高速铁路

紅線即為馬德里－西維爾高速鐵路

马德里－塞维利亚高速铁路（西班牙語：Línea de alta velocidad Madrid-Sevilla），亦稱為NAFA（直译：前往安達魯西亞地區的新鐵路），为一条西班牙高速铁路线，连接首都马德里与塞维利亚，全长472公里。该铁路是西班牙第一条高铁路线，开通于1992年4月21日，速度达時速300公里。铁路开通后，马德里与塞维利亚之间的旅行时间最短為2小時45分鐘。
马德里－塞维利亚高速铁路始于马德里阿托查车站，经过31座桥梁（总长9,845米），17條隧道（总长16.03公里），最后抵达塞维利亚圣胡斯塔车站。

## 歷史
- 1986年10月11日：西班牙政府決定建設一條新的馬德里至西維爾的鐵路。
- 1989年3月16日：開始動工興建。
- 1992年4月16日：正式通車，4月21日正式商業營運。
- 2005年11月15日：從此線分支的馬德里－托萊多高速鐵路通車。
- 2010年12月19日：从此线分支的馬德里－黎凡特高速鐵路網通车。
- 2007年12月24日：從此線科尔多瓦站（西班牙语：Estación de Córdoba）分支的科爾多瓦－馬拉加高速鐵路全線通車。